# Episodi di Una famiglia a tutto gas (seconda stagione)
La seconda stagione della serie televisiva Una famiglia a tutto gas è stata trasmessa in anteprima negli Stati Uniti d'America dalla The WB Television Network tra il 15 settembre 1996 e il 18 maggio 1997.
| nº | Titolo originale     | Titolo italiano | Prima TV USA      | Prima TV Italia |
| -- | -------------------- | --------------- | ----------------- | --------------- |
| 1  | The Code of the Guys |                 | 15 settembre 1996 |                 |
| 2  | Joe at 21            |                 | 22 settembre 1996 |                 |
| 3  | Claire's First Date  |                 | 29 settembre 1996 |                 |
| 4  | Other People         |                 | 6 ottobre 1996    |                 |
| 5  | Viva La Fraternite   |                 | 13 ottobre 1996   |                 |
| 6  | Big Mike             |                 | 20 ottobre 1996   |                 |
| 7  | Motherly Love        |                 | 3 novembre 1996   |                 |
| 8  | Kernel of Truth      |                 | 10 novembre 1996  |                 |
| 9  | Downtown Girl        |                 | 17 novembre 1996  |                 |
| 10 | The Great Indoors    |                 | 24 novembre 1996  |                 |
| 11 | The Driving Lesson   |                 | 8 dicembre 1996   |                 |
| 12 | Power of Love        |                 | 8 dicembre 1996   |                 |
| 13 | Party Girl           |                 | 12 gennaio 1997   |                 |
| 14 | Skin Deep            |                 | 19 gennaio 1997   |                 |
| 15 | Paging Nell          |                 | 2 febbraio 1997   |                 |
| 16 | The Comet            |                 | 9 febbraio 1997   |                 |
| 17 | Stealing Beauty      |                 | 16 febbraio 1997  |                 |
| 18 | Art Attack           |                 | 23 febbraio 1997  |                 |
| 19 | Pizza Girl           |                 | 30 marzo 1997     |                 |
| 20 | Easy Come, Easy Go   |                 | 20 aprile 1997    |                 |
| 21 | I Scream, You Scream |                 | 27 aprile 1997    |                 |
| 22 | We All Scream        |                 | 4 maggio 1997     |                 |
| 23 | Mother's Day         |                 | 11 maggio 1997    |                 |
| 24 | Girl Crazy           |                 | 18 maggio 1997    |                 |